# Fidži
Ne zamenjujte z jedjo: Fidžin
Fidži (fidžijsko Viti, angleško Fiji, fidžijsko-hindijsko फ़िजी, Fijī), uradno Republika Fidžijski otoki (fidžijsko Matanitu Tugalala o Viti, angleško Republic of Fiji, fidžijsko-hindijsko फ़िजी गणराज्य, Fijī Gaṇarājya), je otoška država v južnem Tihem oceanu vzhodno od Vanuatuja, zahodno od Tonge in južno od Tuvaluja. Država obsega arhipelag okrog 322 otokov, med katerimi jih je 106 stalno naseljenih, in 522 otočkov in čeri. Ime Fidži je stara tongovska beseda za otoke, ki pa izhaja iz fidžijskega imena Viti. 87 % prebivalstva živi na največjih otokih Viti Levu in Vanua Levu. Fidži je neodvisen od leta 1970, republika pa od leta 1987 z glavnim mestom Suva na otoku Viti Levu. Fidži je parlamentarna demokracija od demokratičnih volitev 17. septembra 2014.
V nedavni zgodovini Fidžija je prevladoval spor med domorodno fidžijsko večino in indijsko manjšino v državi. Na Fidžiju je decembra 2006 potekal vojaški državni udar; vodil ga je Voreqe Bainimarama, ki se je 5. decembra 2006 razglasil za začasnega predsednika Fidžija. 4. decembra 2007 je predsedništvo vrnil ratuju Josefu Iloili, ta pa ga je naslednji dan razglasil za začasnega ministrskega predsednika.

## Geografija
Fidži je osamljena skupina otokov v jugozahodnem Tihem oceanu, približno 2100 kilometrov severno od Aucklanda na Novi Zelandiji. Skupne obale je 1129 kilometrov. Otočje sestavlja 332 otokov s skupno površino 18.274 kvadratnih kilometrov, od katerih je 110 naseljenih. Zunaj otočja Fidži sta še otok Rotuma na skrajnem severu in atol Ceva-i-Ra na skrajnem jugozahodu države Fidži.
Glavna otoka Viti Levu (10.429 km²) in Vanua Levu (5556 km²) pokrivata skoraj devet desetin površine države in sta, tako kot večina otokov na Fidžiju, vulkanskega izvora, manjši pa so nastali iz koralnih grebenov. Na dveh velikih otokih so razgibane gorske verige, ki se dvigajo nad ozkimi obalnimi ravnicami in obalnimi koralnimi grebeni. Najvišja gora je Tomanivi (prej: gora Victoria) na Viti Levu s 1324 m. Poleg Viti Levu in Vanua Levu so nekoliko večji še Taveuni (470 km²), Kadavu (411 km²) ter Gau in Koro (vsak 140 km²).
Otočje ima tropsko, vroče in vlažno podnebje s temperaturami od 16 do 32 stopinj Celzija. Poleti z več padavinami, od novembra do aprila, tropski cikloni napadajo južni Tihi ocean. Statistično bo na otočje v 10 letih vplivalo od 10 do 12 ciklonov, od katerih dva do trije povzročijo hudo škodo. V zimskih mesecih od maja do oktobra stalni jugovzhodni vetrovi prinašajo hladnejši zrak. Ta se sreča s toplim ekvatorialnim zrakom (konvergenčno območje južnega Tihega oceana) in povzroči nastanek oblakov in padavin. Te vremenske razmere, ki jih povzročajo pasatni vetrovi, prinašajo močne padavine, zlasti na gorati, gosto gozdnati jugovzhodni obali glavnega otoka (Viti Levu). Zahodna pobočja z redkimi drevesi in travniki so precej bolj suha. Več kot dve tretjini površine Fidžija je gozdnato in le majhen delež je pašnih površin.
Pred letom 2007 so v centralni in zahodni diviziji (upravna enota) potekale regionalne reforme, ki so še posebej prizadele Suvo, ki je morala območja odstopiti novoustanovljenima Nasinu in Nausori. Suva skupaj z Nausori in Nasinuje tvori aglomeracijo koridorja Suva-Nausori. Največja mesta so (na dan 17. septembra 2017): Suva s 93.870 prebivalci, Nasinu z 92.043 prebivalci, Lautoka s 71.573 prebivalci, Nadi s 71.048 prebivalci in Nausori s 57.882 prebivalci. Na Fidžiju ločujejo dve kategoriji mest, 12 vključenih mest, ki jih sestavljajo urbano območje in okolica ter imajo svojo mestno upravo in sedem nevključenih mest brez lastne mestne uprave.

## Rastlinstvo in živalstvo
Na obalah najdemo mangrove, medtem ko v notranjosti večjih otokov naravno prevladujejo tropski deževni gozd (na vetrovnih straneh) ali formacije savane. Na Fidžiju je osamljeno rastlinstvo in živalstvo sestavljena iz vrst, ki so lahko same ali njihovi predniki prečkali prostranost Tihega oceana, zlasti z zahoda. To se je zgodilo bodisi samostojno (npr. morske ptice), pasivno z odnašanjem plavajočih odpadkov ali morda med katastrofalnimi dogodki, kot so cunamiji ali tropski cikloni.
V sladkih vodah Fidžija živi skupaj 53 vrst sladko- in slanovodnih rib, predvsem družin glavočev z več vrstami. Mlečnica (Chanos chanos) tri vrste žarkoplavutaric, štiri vrste cipljev in tri vrste rodu Microphis živijo ob obali v slano-sladki vodi. Plenilske ribe so tri vrste rečne jegulje, murena Gymnothorax polyuranodon, ki se seli v sladko vodo in ostrižnjak (Lates calcarifer). Nekatere krapovce so prinesli ljudje, med njimi krapa, srebrnega tolstolobika (Hypophthalmichthys molitrix) in psevdorazbora, živahnozobi krapi (Poeciliidae), kot so gupiji (Poecilia reticulata), meček (Xiphophorus hellerii) in gambuzija (Gambusia affinis,), pa tudi tri vrste ostržnikov iz rodu Oreochromis.
Na otokih sta endemični vrsti žab: Platymantis vitianus (fidžijska talna žaba – Cornufer vitianus) in Platymantis vitiensis (fidžijska drevesna žaba). Razen trsne krastače (Rhinella marina), ki so jo uvedli ljudje, so to edine dvoživke na Fidžiju. Obe kažeta neposreden razvoj - tako se popolnoma razvite mlade žabe, ne paglavci, izležejo iz njihovih jajčec, odloženih na kopno. Platymantis vitiensis je tudi ena redkih vrst žab na svetu, pri kateri so se ne samo samci, temveč tudi samice sposobni oglašati. Zlasti talna žaba Platymantis vitianus, ki je nekoč živela na številnih otokih na Fidžiju, je zdaj zelo ogrožena. Glavni razlog je vnos munga - tukaj verjetno malega indijskega munga (Herpestes javanicus) - za namen nadzora podgan. Danes se ta vrsta žab pojavlja skoraj izključno na otokih brez mungov (Ovalau, Taveuni, Gau, Viwa in ena sama populacija na Vanua Levu).
Šele leta 1979 je bil dve leti pozneje odkrit in znanstveno opisan eden največjih plazilcev na otočju, fidžijski grebenasti legvan (Brachylophus vitiensis), skrajno ogoržen. Ta zeleni kuščar z belimi "zebrastimi črtami", rumenimi nosnicami in hrbtnim grebenom iz konic rogov lahko zraste do metra. Vendar pa mu grozi izumrtje in se pojavi le v nekaj tisoč primerkih na posameznih zahodnih obrobnih otokih, kot so Yadua Taba, Monuriki in Macuata, potem ko so bili njihovi habitati drugje, zaradi izpostavljeni zaradi ognja, neviht, sprememb habitata zaradi kmetijstva, divjih koz in pritiska plenilcev (mungosi, mačke), uničeni. Favno plazilcev otočja skupaj sestavlja 36 vrst.
Ptičje življenje na Fidžiju vključuje približno 150 vrst, od tega 23 endemičnih. Med te endemite spadajo fidžijski jastreb (Accipiter rufitorques), golobi kot so oranžna sadna, zlata in smaragdna golobica (Ptilinopus victor, P. luteovirens, P. layardi) in rjavorepa sadna golobica (Ducula latrans), pet ali šest vrst papig iz družine Psittacidae, vključno rdečevrati Charmosyna amabilis, trije medojedi (Meliphagidae), kandavu (Rhipidura personata), štiri vrste monarhov (Monarchidae), fidžijski kriket (Megalurulus rufus) in fidžijski svilorep (Cettia ruficapops explogg Layard). ) in fidžijski belookec (Erythrura kleinschmidti). Treba je omeniti tudi endemično ptičjo vrsto Fidžija, ki je na robu izumrtja, to je fidžijska burnica (Pseudobulweria macgillivrayi).
Le nekaj sesalcev je prišlo do oddaljenega arhipelaga brez človeške pomoči. Pomembno je, da gre za leteče netopirje, katerih vrsta je doma na Fidžiju, vključno z endemičnim opičjim sadnim netopirjem (Pteralopex acrodonta) na Taveuniju.
Morsko zavarovano območje Vuata Ono je bilo ustanovljeno za zaščito morske flore in favne.

## Prebivalstvo
Približno 32 % prebivalstva države je mlajše od 14 let, 65 % med 15 in 64 leti in 4,5 % prebivalstva je starejših od 64 let. Stopnja rasti v letu 2006 je bila nekaj manj kot 1,4 %, rodnost je bila 22,55 rojstev na 1000 prebivalcev in smrtnost 5,65 na 1000 prebivalcev. Pričakovana življenjska doba ob rojstvu je približno 69,9 leta (67,3 pri moških, 72,5 pri ženskah).
Po popisu leta 2017 je imel Fidži 884.887 prebivalcev.
Prebivalstvo države sestavlja 57,3 % pripadnikov prvotnega fidžijskega prebivalstva (iTaukei - pretežno Melanezijci s polinezijskim vplivom) in približno 37,6 % Indijcev. 1,2 % prebivalstva so Rotumanci. Obstajajo tudi manjšine z drugih pacifiških otokov, Evropejcev in Kitajcev. Mnogi Indijci so od leta 1987 zapustili Fidži.

### Jezik
Uradni jeziki so fidžijski (bauanščina, narečje otoka Bau), ki je eden od avstronezijskih malajsko-polinezijskih jezikov, fidžijsko-hindujščino in fidžijsko angleščino. Fidžijska angleščina je bazilekt, jezikovna skupnost z največjo stigmo in najmanjšim ugledom. Prebivalstvo indijskega porekla govori fidžijsko-hindujščino (tudi Fiji Talk, poleg hindujščine in urdujščine tudi različica hindustanščine). Govori se tudi lauanščina (vzhodni Fidži) in rotumanščina na otoku Rotuma.

### Religija
Leta 2007 se je 55,4 % prebivalstva označilo za protestantske kristjane, od tega 34,6 % metodisti, 5,7 % privržencev božjega zbora, 3,9 % sedemdnevnih adventistov in 0,8 % anglikancev. Manjše protestantske cerkve, kot so baptisti na Fidžiju, so skupaj predstavljale 10,4 % prebivalstva. 9,1 % je rimskokatolikov. 27,9 % celotnega prebivalstva so hindujci, 6,3 % muslimani in 0,3 % siki. Kot rezultat krščanskega prozelitizma manj kot 0,3 % prebivalstva pripada tradicionalni melanezijski in polinezijski religiji, 0,7 % prebivalstva ni navedlo nobene vere.

## Izobraževanje
Prvotno je šolski sistem temeljil na britanskem sistemu. Šolanje zdaj večinoma poteka prek lokalnih odborov. Etnične skupine vse bolj poučujejo ločeno. Udarec z bičem je prepovedan šele od leta 2002. Obiskovanje šole je obvezno osem let.
V glavnem mestu Suve je Univerza južnega Tihega oceana, ustanovljena leta 1968, na katero lahko poleg Fidžijcev pošljejo določeno število študentov še pacifiške države Cookovi otoki, Salomonovi otoki, Kiribati, Marshallovi otoki, Nauru, Niue, Samoa, Tokelau, Tonga, Tuvalu in Vanuatu. Število študentov je 8600.
Zasebna univerza na Fidžiju, ustanovljena leta 2004, je v fazi razvoja. Leta 2008 so jo končali prvi diplomanti. Kampusa sta v Lautoki in Suvi. Podkancler je (2019) znani pisatelj Subramani.

## Zgodovina

### Zgodnja zgodovina
Otočje že več kot 3000 let naseljujejo Melanezijci, ki so se domnevno priselili iz jugovzhodne Azije. Avtohtoni prebivalci so živeli od kmetijstva (gojenje gomoljev), prašičereje in ribolova v primitivnih družbenih razmerah. Številne elemente polinezijske kulture so prevzeli s stiki z drugimi prebivalci otokov. V času razpada zgodnjih družbenih struktur so se pojavile gentilaristokratske glavne dinastije.

### Obdobje kolonizacije
6. februarja 1643 je Fidži videl Abel Tasman, leta 1774 ga je obiskal James Cook, leta 1827 pa ga je raziskoval Jules Dumont d'Urville. Po občasnih obiskih rezalcev sandalovine med letoma 1801 in 1813 so se tam naselili evropski kmetovalci, ki so od leta 1860 začeli gojiti bombaž. Leta 1835 so začeli delo predstavniki britanskih misijonskih društev.
Leta 1871 je bila sprejeta lažna ustava po britanskem vzoru s Cakobaujem kot kraljem (naslov: Tui Viti) in Svetom poglavarjev, dokler Fidži 10. oktobra 1874 ni bil razglašen za kronsko kolonijo. Avstralska in britanska podjetja so se nato osredotočila na gojenje sladkornega trsa. 14. maja 1879 so v državo pripeljali prve Indijce, ki so jih zaposlili, - do leta 1916 jih je bilo 61.000, katerih potomci so med letoma 1946 in 1997 predstavljali večino prebivalstva. Leta 1881 je bil kronski koloniji priključen otok Rotuma.

### Druga svetovna vojna
Med drugo svetovno vojno je bil Fidži pomembna oskrbovalna postaja za zaveznike; zgrajene so bile številne letalske in pomorske baze.

### Pot do neodvisnosti
Leta 1960 so pridelovalci sladkornega trsa organizirali stavko po vsej državi.
Leta 1966 je Fidži dosegel notranjo avtonomijo, 10. oktobra 1970 je postal popolnoma neodvisen pod Skupnostjo narodov in postal član Združenih narodov. Na čelu države je bila britanska kraljica Elizabeta II., prvi premier države pa Ratu sir Kamisese Mara.

### Sodobnost
Leta 1987 so na volitvah zmagale indijske stranke. Dva zaporedna vojaška puča pod vodstvom Sitivenija Rabuke 14. maja in 25. septembra istega leta pa sta obnovila prevlado Melanezijcev in hkrati preoblikovala prejšnjo ustavno monarhijo v republiko, nakar je Commonwealth državo oktobra izključil iz svojih vrst. Republiška ustava iz leta 1990 je nedemokratično državo utrdila s povzdignjenjem melanezijske hegemonije v ustavni status. Politični nemiri (stavke, politični pretresi), slabe letine in padanje cen sladkorja na svetovnem trgu so privedli do upada gospodarstva in množičnega odseljevanja indijskega prebivalstva, ki so ga Melanezijci politično zatirali, gospodarstvo pa je prevladovalo do danes. Leta 1994 je Ratu sir Kamisese Mara postal predsednik in naslednje leto sklical komisijo za pregled ustave. Posledično je bila pripravljena nova ustava, ki je obnovila enakost vseh skupin prebivalstva in je začela veljati julija 1997. Fidži je bil istega leta ponovno sprejet v Commonwealth.
Maja 1999 je Mahendra Chaudhry, vodja Fidžijske delovne stranke (FLP), po volilni zmagi svoje stranke postal novi premier države. Prvi vodja vlade indijskega izvora je konec napetosti med posameznimi etničnimi skupinami opredelil kot najpomembnejši notranjepolitični cilj. Chaudryja in celoten kabinet so 19. maja 2000 za talce prevzeli pučisti pod vodstvom poslovneža Georgea Speighta in s podporo konservativnih sil. Frank Bainimarama, šef oboroženih sil, je predsednika Ratu sira Kamisese Mara najprej odstavil, nato pa razglasil za novega vladarja otoške države. Intervencija vojske je končala državni udar, hkrati pa je pomenila začasen konec kratke faze političnega razvoja in enakopravnosti Indo-Fidžijcev.
Po izpustitvi talcev je Veliki svet plemenskih poglavarjev 13. julija 2000 za novega vodjo države izvolil Ratu Josefo Iloilo. Glede na zahteve pučistov je bil v vladi nova voditeljica vlade Laisenije Qarase samo en minister indijskega izvora. Predsednik Iloilo je 10. septembra 2001 po volitvi njegove stranke Združeni Fidži (SDL), ki jo je ustanovil nekaj mesecev prej, za predsednika vlade imenovala Qaraseja – zastopal je interese avtohtonega prebivalstva. Qarase v skladu z ustavo ni dovolil, da bi največja opozicijska stranka - Chaudhryjeva večnacionalna laburistična stranka - sodelovala v sestavi kabineta. Oblikovanje vlade se je izkazalo za problematično in etnične napetosti v državi so se poglobile. Napoved vodje vlade v začetku poletja 2005, da bi bila uvedena amnestija, za pučiste, zlasti vodjo Georga Speighta, je ponovno vznemirila javnost. Prav tako bi bilo treba zemljišča na obalnih območjih prerazporediti in v tem primeru bi staroselci Fidžijci izselili indijsko manjšino na ta območja. Po močnih protestih proti projektu je Qarase privolil v revizijo predloga zakona.
Maja 2006 je bil izvoljen predstavniški dom. 5. decembra 2006 (fidžijski čas = GMT + 12) je vojska začela četrti državni udar v samo 20 letih. Okoli prestolnice Suve in premierke Laisenije Qarase so postavili zapore, nekateri ministri pa so bili zaprti v hišni pripor. Vojaški poveljnik Frank Bainimarama je vlado Qarase razglasil za odstavljeno. Razlogi so bili vztrajna korupcija v vladi, kljub večkratnim opozorilom in sporen načrt amnestije za tiste, ki so bili vpleteni v državni udar leta 2000. Poleg tega je Bainimarama obtožil premierja, da je zaostril etnične napetosti med domačimi Fidžijci (Melanezijci) in Fidžijci indijskega porekla, ki predstavljajo več kot 40 % prebivalstva. Tu lahko opazimo »veliko večje nezakonite dejavnosti« kot v povsem nezakonitem državnem udaru. Rekel je tudi, da je demokracija dobra za ljudi, vendar je ne bi smeli uporabljati za skrivanje korupcije. Ocena tega državnega udara kot diktatorskega puča v klasičnem smislu je bila na mednarodnem političnem prizorišču sporna.
4. januarja 2007 je Bainimarama presenetljivo vrnil oblast predsedniku Iloiloju. Tudi začasni premier Jona Senilagakali se je odrekel svoji funkciji. V govoru je Iloilo odobril pristop vojske in napovedal ustanovitev prehodne vlade in nove volitve. Kot novi vodja vlade je prisegel 5. januarja 2007 Bainimarama.
Aprila 2009 je pritožbeno sodišče presodilo, da je vojaška vlada nezakonita, in predsednika pozvalo, naj sestavi novo vlado. Nato je Iloilo razveljavil ustavo in razrešil vse sodnike. Napovedal je, da bo ustanovljena prehodna vlada, ki bo do leta 2014 pripravila demokratične volitve. V nasprotju z navodili pritožbenega sodišča, naj ne imenuje Franka Bainimarame ali njegove predhodnice Laisenije Qarase, je Bainimarama spet postal vodja vlade. 
2. maja 2009 je bil Fidži izključen iz sodelovanja v Pacific Islands Forum, potem ko je Bainimarama zamudil rok za obnovitev demokracije na Fidžiju. Vendar Fidži ostaja član foruma. 
Članstvo v Commonwealtha je bilo začasno prekinjeno 1. septembra 2009, potem ko zahteva za razpis demokratičnih volitev na Fidžiju najpozneje do oktobra 2010 ni bila upoštevana. Bainimarama vztraja pri svojem načrtu, ki ni vključeval demokratičnih volitev do leta 2014. Toliko časa je potrebno za uspešen boj proti korupciji v državi in oblikovanje osnove za izvoljeno demokratično vlado. Zaradi izključitve je Fidži izgubil pravico do udeležbe na srečanjih in športnih prireditvah Commonwealtha (kot so Igre Commonwealtha leta 2010) in upravičenost do tehnične podpore Commonwealtha. Poleg tega Fidži ni bil več zastopan s svojo državno zastavo ali drugimi simboli na sedežu Commonwealtha in na dogodkih Commonwealtha, vendar je še vedno formalno ostal član organizacije. V začetku leta 2011 je vlada spremenila uradno ime države iz Republike otoki Fidži v Republiko Fidži. Fidži je imel to ime od ukinitve monarhije leta 1987 do začetka veljavnosti ustave iz leta 1997.
Leta 2013 je začela veljati nova ustava, po kateri so vsi državljani, ne glede na njihov izvor, Fidžijci z enakimi pravicami. Prejšnji politični privilegiji avtohtonega prebivalstva so bili ukinjeni.
Volitve so bile leta 2014. Potem so bile odpovedi v mednarodnih organizacijah odpravljene. V letih vojaške vladavine sta tudi Avstralija in Nova Zelandija ustavili razvojno pomoč. Kitajska je v kršitev stopila s posojili. V začetku leta 2018 je nekdanji premier Sitiveni Rabuka ocenil, da bi bilo poplačilo tega nakopičenega dolga lahko težavno.

## Upravna delitev
Fidži je je razdeljen v štiri glavne divizije, ki se naprej delijo v 14 provinc. Te so:
- Centrala divizija ima 5 provinc: Naitasiri, Namosi, Rewa, Serua in Tailevu.
- Vzhodna divizija ima 3 provinc: Kadavu, Lau in Lomaiviti.
- Severna divizija ima 3 provinc: Bua, Cakaudrove in Macuata.
- Zahodna divizija ima 3 provinc: Ba, Nadroga-Navosa in Ra.

## Gospodarstvo
Po državnem udaru leta 2000 se je gospodarska proizvodnja zmanjšala za 12,5 odstotka. Številni indo-fidžijski strokovnjaki so se izselili zaradi socialnih težav v državi. Trenutno je brezposelnost okoli 5 %. 82 % energetskih potreb Fidži trenutno pridobiva iz vodne energije.

### Kmetijstvo
Najpomembnejši gojeni proizvodi so sladkorni trs, ingver, kokosov oreh, riž, kakav, kava, taro, ananas in tobak. Osnova industrije države je predelava kmetijskih, gozdarskih in ribiških proizvodov.
Sladkorni trs je od kolonialne dobe najpomembnejša kmetijska surovina na Fidžiju in je v svoji rafinirani obliki pomemben izvozni proizvod poleg rib, tekstila, lesa in kokosovega olja. Politični nemiri z državnim udarom leta 1987 in posledična gospodarska kriza so privedli do večje diverzifikacije izvoza. Danes so sladkorna industrija, tekstilna in oblačilna industrija ter turizem glavni viri dohodka v državi. V treh sektorjih je zaposlenih več kot 100.000 ljudi, ki so ustvarili 1,1 milijarde Fidži dolarjev (2004).

### Naravni viri
Fidži ima velika nahajališča zlata. Leta 2000 je bila letna proizvodnja 3675 kilogramov.

### Voda
Poleg kmetijskih proizvodov in mineralnih surovin Fidži izvaža tudi vodo. Izvirska voda, pridobljena v arteškem vodnjaku na Viti Levu, je skoraj v celoti ustekleničena kot Fidžijska voda za izvoz.

### Turizem
Gospodarski pomen turizma se povečuje. Fidži je daleč najprestižnejša turistična destinacija v južnem Tihem oceanu. Francoska Polinezija je imela leta 2003 približno polovico manj turistov (212.767), Samoa pa manj kot četrtino (92.313). Število turistov narašča in pada s političnimi razmerami v državi. Po državnem udaru leta 2000 se je število turistov zmanjšalo na 294.070 s 409.955 v prejšnjem letu. Leta 2003 je število prihodov okrevalo na 430.800. Največ turistov je prišlo iz Avstralije (32,9 %), Nove Zelandije (17,4 %), Združenega kraljestva (11,6 %) in Japonske (5,4 %).
Turistično najbolj privlačne destinacije so majhni letoviški otoki na Mamanucasu, Yasawas ali plaže na Coral Coast na glavnem otoku Viti Levu. Potapljaški turizem igra vlogo tudi na Taveuni in Vanua Levu. Turisti dobijo dovoljenje za vstop štiri mesece po vstopu in ob predložitvi povratne letalske vozovnice in zadostnih finančnih sredstev.

## Infrastruktura
Z letališčema Nadi in Nausori (blizu Suve) ima Fidži dve mednarodni letališči. Fidžijski otoki imajo svojo letalsko družbo Fiji Airways, s katero letijo predvsem na okoliške otoke. Večino delnic nadzorujeta država Fidži (51 %) in Qantas (46,05 %). Poleg Fiji Airways obstaja še domača letalska družba Sun Air. 
Ddolžina cestnega omrežja na Fidžiju je 3440 kilometrov, železniška mreža znaša 595 kilometrov, vendar je omejena na prevoz sladkornega trsa do rafinerije v Lautoki. Potniških vlakov ni; lokalni javni prevoz vodi omnibus.
Železnica Coral Coast dnevno vozi vlakovni par od Januke do plaže Natadola in od Januke do Sigatoke v železniški mreži Fidži Sugar. [42]
Fidži je eno najpomembnejših prometnih vozlišč v južnem delu Tihega oceana. Redne ladijske povezave obstajajo z ZDA, Kanado, Avstralijo, Novo Zelandijo in nekaterimi pacifiškimi otoki. Glavno pristanišče je glavno mesto Suva. Pomembno je tudi pristanišče Lautoka, središče sladkorne industrije.

### Vlada
- Official website of the Government of Fiji
- Chief of State and Cabinet Members
- Fiji Bureau of Statistics

### Splošne informacije
- Geologic Map
- Wikimedia Atlas - Fiji
- »Fiji«. Svetovni podatkovnik (2025 izd.). Centralna obveščevalna agencija.
- Fiji at UCB Libraries GovPubs
- Fiji
- Fiji profile from the BBC News